# Nunatak Lisignoli
Nunatak Lisignoli är en nunatak i Antarktis. Den ligger i Västantarktis. Argentina, Chile och Storbritannien gör anspråk på området. Toppen på Nunatak Lisignoli är 219 meter över havet.
Terrängen runt Nunatak Lisignoli är kuperad åt sydväst, men åt nordost är den platt. Trakten är obefolkad. Det finns inga samhällen i närheten.